# Școala comunei Racovița
Acest articol dezvoltă secțiunea Școala comunei Racovița din articolul principal, Racovița, Sibiu.

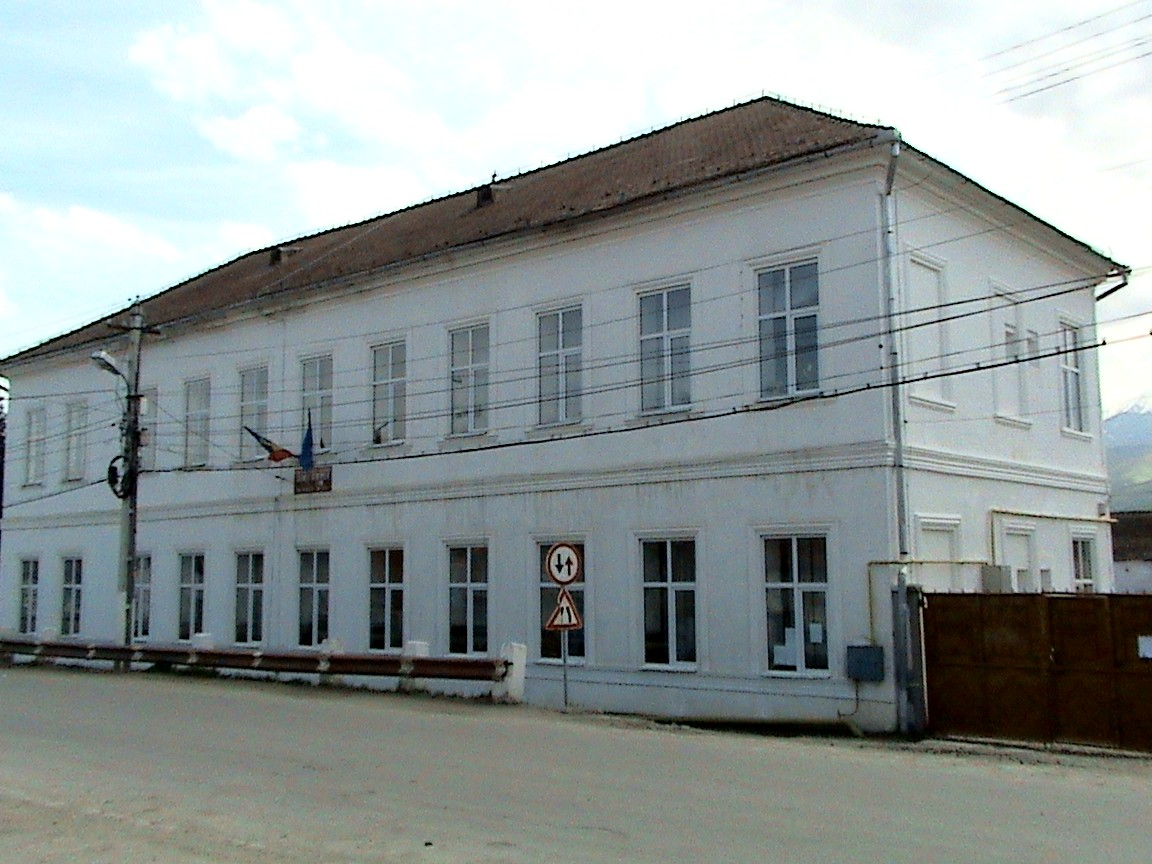
Școala cu clasele I-VIII din Racovița

Școala din Racovița a făcut parte din primele școli românești înființate în Transilvania, care au beneficiat de avantajele înființării Graniței Militare din Ardeal, prin Regimentul I Grăniceresc de la Orlat. În lipsa unor documente care să ateste cu precizie anul înființării școlii triviale din Racovița, investigațiile istoricilor sunt contradictorii. Astfel, istoricii școlilor năsăudene indică perioada anilor 1770-1790, în timp ce E. Micu o datează în 1773, în cazul în care se poate considera că și Racovița făcea parte dintre cele 12 localități unite în care "tineretul grăniceresc" român era instruit. Academicianul Constantin C. Giurescu se raliază părerii lui E. Micu, în timp ce alți autori, printre care C. Stan, N. Albu și C.Göllner se mulțumesc numai cu citarea ei făra a indica și anul înființării. 
O comunicare primită de Cornel Lupea de la "Kriegsarchiv" din Viena, dă ca dată probabilă a înființării școlii triviale din Racovița, anul 1774: "an în care s-au înființat mai multe școli germane în districtul militar transilvănean". Acest an, după Cornel Lupea, pare a fi mai apropiat de adevăr, cunoscându-se faptul că în 1773 cu prilejul primei vizite în Transilvania, viitorul împărat Iosif al II-lea, a dat ordin să se înființeze școli în toate comunele militarizate, aparținătoare regimentului orlățean, în care acestea încă nu existau.

## Școala - repere istorice
În contextul în care, românii din Transilvania au fost considerați ca națiune „tolerată“  secole întregi, neavând dreptul la învățătură, primele forme de învățământ s-au desfășurat pe lângă biserică, singura organizație națională îngăduită poporului român. Astfel, „diecii”  sau „grămăticii”  învățau pe copii, rugăciunile, cântările bisericești și mai rar scrisul sau cititul. Primii racoviceni despre care se poate spune că au cunoscut scrisul și cititul sunt semnatarii actului de zălogire al muntelui Suru către cămătarul Iacob Felekiensis din Avrig, datat în anul 1627.
În conscripțiile secolului al XVIII-lea se menționează existența unor racoviceni care îndeplineau diferite funcții pe lângă castelanii de la Turnu Roșu, pe lângă organele scăunale de la Tălmaciu, precum și pe lângă cele două curți din sat, ca: plăieși, călărași, crainici, libertini etc., „slujbe”  care implicau o minimală știință de carte. Ținând cont de aceștia dar și de faptul că în conscripțiile amintite sunt menționați numeroși preoți care îndeplineau funcțiile de „grămătici” , cum a fost cazul lui Ioan Vasile în 1721, respectiv de dascăli ai școlilor sătești, se poate conchide că, deși neatestată documentar până acum, cel puțin începând cu secolul al XVIII-lea, în sat a ființat o școală modestă, care a putut funcționa pe lângă „Biserica 'a veche” , din „Deal” . Cazul nu a fost singular în acele vremuri, el fiind menționat de N.Iorga, care afirma că în satele transilvănene „se găsea cine să învețe pe copii scrisul și cititul” .
Rescriptul împărătesei Maria Terezia din 9 septembrie 1743 care nu numai că a consimțit dreptul copiilor de iobagi români de a frecventa școala, dar prevedea și pedepse pentru „domnii de pământ” , de care satul nu ducea lipsă, care ar fi îndrăznit să nesocotească înalta poruncă, a dat impuls și școlii din Racovița. Acest lucru este consfințit de mențiunile tot mai dese după acest an în conscripțiile vremii de „magisteri”  și „ludimagisteri” , cum au fost Popa Stan și Popa Toader în perioada 1755-1761.

### Școala în timpul graniței militare (1765-1851)

Ștampila școlii grănicerești din Racovița

Una dintre principalele urmări pozitive ale graniței militare a fost înființarea treptată de școli de diferite grade în toate localitățile militarizate. În urma decretelor emise de împărăteasa Maria Terezia în 1764 și 1766, în fiecare localitate aleasă ca sediu de companie a fost înființată câte o școală trivială, numită și "centrală" sau "capitală", pe care o frecventau fiii grănicerilor din satele aparținătoare companiei respective. Numele acestor școli veneau de la școlile din evul mediu, în care se studia un trivium de materii: gramatica, dialectica și retorica, în școlile grănicerești studiindu-se începând din acești ani: citirea, scrierea și socotirea.
Inițial, în școlile triviale, limba de predare a fost româna și germana și abia începând cu anul 1837, când pe baza unui ordin al Consiliului Aulic de Război din Viena, ele au fost transformate în "Deutsche Trivialschulen" iar mai apoi în "Deutsche Gemeinde Schule", învățământul s-a desfășurat cu preponderență în limba germană. Cel puțin în primii ani de existență, acestea au fost încadrate cu un singur învățător, recrutat de obicei dintre gradații sau chiar ofițerii regimentului, fără nicio pregătire pedagogică.
La începutul activității lor, în școlile triviale erau predate următoarele discipline: religia catolică, abecedarul, cititul, scrierea după dictare și caligrafia, aritmetica, legile școlare, vocabularul german și noțiuni de economie. Cursurile erau obligatorii pentru toți fiii de grăniceri între 6 și 12 ani, ele desfășurându-se pe parcursul a 27 de ore săptămânal, de obicei numai în lunile de iarnă. Săptămânal, elevii participau și la cursuri de pregătire militară, urmând ca la vârsta absolvirii, 16-17 ani, să primească arme. Cursurile militare se țineau de către învățătorul clasei sau de către un gradat al companiei, folosindu-se în acest scop puști de lemn.
În lipsa unor documente care să ateste cu precizie anul înființării școlii triviale din Racovița, investigațiile istoricilor sunt contradictorii. Astfel, istoricii școlilor năsăudene indică perioada anilor 1770-1790 în timp ce E. Micu o datează în 1773, în cazul în care se poate considera că și Racovița făcea parte dintre cele 12 localități unite în care "tineretul grăniceresc" român era instruit. Academicianul Constantin C. Giurescu se raliază părerii lui E. Micu în timp ce alți autori, printre care C. Stan, N. Albu și C.Göllner se mulțumesc numai cu citarea ei făra a indica și anul înființării. 
O comunicare primită de Cornel Lupea de la "Kriegsarchiv" din Viena, dă ca dată probabilă a înființării școlii triviale din Racovița, anul 1774: "an în care s-au înființat mai multe școli germane în districtul militar transilvănean". Acest an, după Cornel Lupea, pare a fi mai apropiat de adevăr, cunoscându-se faptul că în 1773 cu prilejul primei vizite în Transilvania, viitorul împărat Iosif al II-lea, a dat ordin să se înființeze școli în toate comunele militarizate, aparținătoare regimentului orlățean, în care acestea încă nu existau.
În 1776, în sat se citează existența a două școli:
- Una românească - "National-Gemeinde Schule" - Școală comunală națională;
- Alta,nemțească - "Deutsche Gemeinde Schule" - Școală comunală nemțească.

ultima fiind înființată în baza unui ordin al Mariei Terezia. Învățătorul ei era "provincialist", salariat din "Fondul de provente" cu 4 florini și 10 cruceri pe lună. În anul următor, 1777, raportul generalului Johann Cristani von Rall întocmit la Sibiu în 20 mai, cu prilejul inspectării Regimentului grăniceresc de la Orlat, consemnează aici doar o singură școală, cu un număr de 42 de elevi având ca dascăl pe Vasilie Pop, situându-se astfel pe locul al II-lea pe regiment.
Intențiile Curții de la Viena de extinde învățământul într-un mod organizat și controlat de stat au stat la baza a numeroase legiuiri de-a lungul timpului. Astfel, prima lege privind învățământul de stat poartă data de 6 decembrie 1774. Autorul ei a fost pedagogul Johann Ignaz von Felbiger, cunoscut pentru activitatea sa de reformator pe tărâm școlar. Cunoscută sub numele de "Allgemeine Schulordnung für die deutsche Normal, Haupt unde Trivialschulen in sämtlichen Kaiserlichen unde Königlichen Erbländern", această lege a dus la modernizarea învățământului din întreaga împărăție, ea stând la baza organizării școlii din Racovița, conscrisă de Rall. Completată mai apoi în 1777 cu "Ratio Educationis totiusque Rei Litterariae per Regnum Hungariae et Provincias eidem adnexsas" iar în anul 1781 cu "Norma Regia pro Scholis Magni Principatus Transsilvaniae, Ioseph II, Caes. Aug. Magni Principis Transsilvaniae jussu edita", legiuirile școlare respective care au guvernat și școala din Racovița, au rămas în vigoare și au dirijat politica școlară a Curții din Viena până în anul 1805, când au fost înlocuite cu un nou cod școlar intitulat "Politische Verfassung der deutschen Volksschulen", expresie a tendințelor de consolidare pe calea învățământului a statului multinațional austriac. Toate aceste legiuiri au fost încununate cu "Nova Ratio Educationis publicae" din 1806 urmată de "Systema Scholarum" din 1845, care cu mici modificări au rămas în vigoare până în 1868.
Principalele prevederi ale acestor legi se refereau la obligativitatea învățământului pentru toți copii între 6 și 12 ani aparținând tuturor straturilor sociale și laicizarea acestuia, dreptul fiecărei naționalități de a se instrui în limba maternă dar și de a învăța limba germană, ca limbă a statului și a împăratului. Ca materii de învățământ se recomandau: scrisul, socotitul, cunoștințe de economie casnică și agricultură și catehismul. Se dispunea totodată folosirea planurilor de învățământ, a orarelor, cataloagelor, etc., măsuri care au dus la creșterea calității procesului de învățământ. Datorită acestora, se poate considera că, dacă "Școala comunală națională" din Racovița a fost desființată temporar, după anul 1826 a trebuit să fie reînființată pe baza ordinului Consiliului Aulic de Război de la Viena, concretizat prin "Ordinatiunea gubernială" din 8 octombrie 1829, potrivit căreia s-a accentuat obligativitatea învățământului în granița militară pentru toți copii de vârstă școlară, ceea ce a dus la lichidarea analfabetismului în acest teritoriu.
În anul 1814 „Școala comunală germană”, numită și „Școala normală”, se situa pe locul al treilea între școlile similare ale regimentului, având un număr de 45 de elevi. Aceasta este atestată și în anul 1821, pentru ca între anii 1834-1836, C. Göllner să menționeze întreruperea activității sale(?), J. H. Benigni amintind-o în funcțiune în 1834. Structura și rolul "școlilor comunale germane" era acela de a pregăti cadre medii pentru adminstrația civilă sau militară, subofițeri sau viitori ofițeri, absolvenți ai "școlilor comunale naționale". Cornel Lupea este însă de părere că acesta a fost cadrul general în care și-au desfășurat activitatea aceste școli, deoarece, la Racovița, în toată perioada 1840-1846 erau printre elevi și fetițe.
La data desființării graniței militare, cele două școli se prezentau astfel:
- Școala comunală națională - funcționa într-o clădire de lemn, care valora 112 florini și 56 heleri. Dascălul ei era Basil Halmaghi, remunerat cu 2 florini anual, plătiți din caseria comunală, prin companie. Clădirea era compusă din două încăperi: o sală de cursuri și locuința învățătorului. Dotarea cu mobilier era modestă: o tablă, cinci bănci și o catedră. Numărul elevilor era de 60, dintre care 22 de fete[46].
- Școala comunală germană - adăpostită într-o clădire din piatră, prevăzută cu o singură încăpere pentru învățământ și o locuință pentru dascăl compusă din două camere, o cămară și o bucătărie, valorând 925 de florini. Învățător era Nicoale Hulpuș, salarizat cu 10 florini pe an, locuință, șase stânjeni de lemne de foc și o sesie ajutătoare. Mobilierul și rechizitele: două table, șapte bănci dintre care cinci deteriorate, cinci călimări, o catedră și un ceas de perete uzat. Numarul elevilor era de 35, toți băieți[46].

Supraveghetor al ambelor școli, figura comandantul Companiei a VII-a, Ioan Poplăcean.

### Școala confesională unită (1851-1871)
Desființarea regimentelor românești de graniță în 1851 a avut repercusiuni importante și pe plan școlar. Noile realități economico-sociale au generat dezinteresul față de învățământ care a fost lăsat la voia întâmplării. Situația a fost generală, ea reflectându-se atât în „ordinațiunile”  organelor superioare laice sau bisericești care au luat măsuri în consecință, cât și în presa vremii. În acest sens este de menționat scrisoarea Protopopiatului greco-catolic al Sibiului din 4 mai 1852, care arăta următoarele:
„...Luând aminte înaltul guvern la lenevirea românilor și mai cu seamă a unor sate (ale) fostelor regimente grănicerești în creșterea tinerimii în religiune și moralitate, se demandă de către Prealuminatul episcop a priveghea cu mare strădanie și a îndemna poporul la creșterea în moralitate și luminarea tinerimii”—Arhiva Parohiei Ortodoxe Racovița, Sibiu(APORS)
Tot cu referire la un decret gubernial din 22 mai 1852 care accentua ca „școlile din fostele sate grănicerești nicidecum să nu se neglijeze”, se difuzează prin protopopiatele unite o ordinațiune episcopească, dispunându-se luarea măsurilor de rigoare. Nivelul la care ajunseseră fostele școli grănicerești este reflectat în presa vremii prin intermediul unui corespondent sub pseudonimul „De sub poalele Surului”:
„...Ni se rupe inima când vedem că cei mai mulți din învățătorii școlilor comunale, necunoscând niciun metod de a învăța și a crește tinerimea, aduc în stare și pe copii și pe părinți ca să privească școala de temniță și învățătura de pedeapsă și pentru a nu pierde mica leafă ce li se dă, adună copiii în școală spre a face larmă și gălăgie, ca să li se pară trecătorilor că ei sunt de față și copiii învață!...”—„Telegraful Român”, I, nr.8/1853, p.30
Drept urmare, școala este pusă sub scutul bisericii, ea căpătând un puternic caracter confesional. La baza măsurii a stat ordinațiunea Curții din Viena din 1854, potrivit căreia toate școlile poporane din Transilvania au trecut sub jurisdicția și întreținerea comunităților religioase de care aparțineau, măsură întărită și prin alte reglementări ulterioare, școala din Racovița având, se pare, acest caracter încă din 1851, consemnat ca atare în 1853. Astfel, bisericii îi revenea prin lege obligația de a conduce și controla școlile poporale, preotul local devenind de drept directorul școlii iar protopopul, tractual, inspectorul ei.
Prin vicariatele și protopopiatele subordonate, consistoriul blăjean, a adus la cunoștința tuturor preoților prevederile rescriptului gubernial nr. 9062/1855 după care, școlile de pe teritoriul fostelor regimente românești de graniță „care sub direcțiunea militară au stat „binișor”, au fost puse și sub inspecția directorilor școlilor normale de la Orlat și Năsăud, ca și mai-nainte”. Elocventă în acest sens este Circulara nr. 478/1862 a mitropolitului Alexandru Sterca-Șuluțiu, prin care acesta dispunea obligațiile parohului local în conformitate cu noile dispoziții. Pe aceeași linie de redresare a școlii se înscrie și Orlatul prin directorul „școlii normale”, Moise Panga, care se adresează în 1857 parohului Petru Florianu, urmând o dispoziție a Blajului prin care se cereau parohiilor răspunsuri la 17 întrebări privind starea materială a școlii, încadrarea ei cu docenți și modul de remunerare al acestora, date privind populația școlară, etc..
Eforturile de redresare  a învățământului racovicean se încadrau în cel general, căruia autoritățile de stat căutau să-i imprime un conținut nou. Astfel, încă din 1854 școala primară se sistematizează în trei clase cu două „despărțăminte” fiecare, ceea ce echivala cu șase ani de învățământ. După un model dat, Blajul pretinde clerului greco-catolic să facă propuneri privind noua organizare a procesului de învățământ, care urma să fie pus în aplicare începând cu anul școlar 1855-1856. Reflectând inconsecvența politicii imperiale specifică perioadei respective, la data de 13 mai 1857 apare o ordinațiune a Înaltei locotenențe transilvane care completa legiuirea similară din 1854. Principala prevedere a legii era obligativitatea frecventării școlii de către toți copii de ambele sexe între 6 și 12 ani în cadrul cursului „de toate zilele” și de cei între 12 și 15 ani în cadrul așa ziselor „școli cu repetiție”. Cursurile „de repetiție” nu erau însă obligatorii pentru cei care urmau o meserie precum și pentru absolvenții unor școli superioare celor poporale. Pentru școlarii săraci, se prevedea acordarea de manuale gratuite, procurate din fondurile școlastice sau din colectele inițiate în acest scop.
Lipsit de un suport material adecvat, noul cadru organizatoric școlar n-a dat roadele scontate.Aceasta concluzie este reflectată în memoriul mitropolitului Alexandru Sterca-Șuluțiu adresat senatului imperial din Viena, din care se desprinde ideea că „satele (d)in fostele regimente românești în loc să înainteze în cultură, în timp de zece ani ele repășiră cu alți 20 îndărăt (iar) școalele lor, parte mare desființate sau reduse numai la umbra școale”. La rândul său, „Oberlehrer-ul” de la Orlat, conchidea în 1864 că școlile  din Racovița "trag de moarte". De altfel, în 1865 școala din sat nici nu a mai făcut parte dintre școlile „sistematizate” pendinte de Arhidiecesa greco-catolică a Blajului, situația fiind asemănătoare ca și a altor școli poporale din tractul protopopesc greco-catolic al Sibiului.

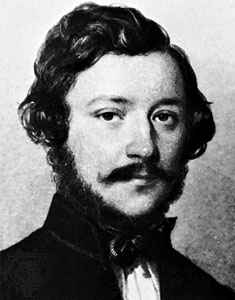
Baron József Eötvös de Vásárosnamény

În luna iulie 1861, "inteligența" locală formată din Petru Florianu, Ioan Fleischer(Măcelaru), locotenentul Ioan Maxim, căpitanul Dionisie Drăgoiu și cancelistul Basiliu Halmaghi hotărăsc ca așa numita „Școală Nemțească” să se numească „Școala Națională Română” sub conducerea unui singur învățător salarizat anual cu 120 de florini, șase "orgii" de lemne și "cvartir liber", anul de învățământ fiind redus la șase luni. Dionisie Drăgoiu și locotenentul Alexandru Halmaghi din Scoreiu, reprezentanți ai Companiei a VII-a fac o plângere forurilor superioare în care arată că „învățământul grăniceresc în loc să steie în prima linie, e degradat”, după care solicită ajutor Fondului școlastic, ajutor care s-a și aprobat.
În aceste împrejurări, parlamentul maghiar votează în 1868 Legea nr.XXXVIII elaborată de către 
Ministrul Cultelor și Instrucțiunii Publice, baronul József Eötvös de Vásárosnamény. Exprimând politica școlară a dualismului austro-ungar din 1867 prin care Transilvania a fost încorporată Ungariei, această lege cu mici modificări a reglementat problemele școlare ale împărăției până în anul 1918, când a fost abrogată. Ea prevedea introducerea limbii maghiare ca obiect de studiu obligatoriu și punerea școlilor confesionale și sub controlul inspectorilor regești de școli. Docenților li se cereau pregătire de specialitate, limitându-se numărul școlarilor pentru un singur învățător la 80.
În spiritul acestei legi, se încep discuțiile pentru înființarea în sat a unei „școli normale” în vederea pregătirii elevilor pentru „clasele gimnaziale și reale”, în care să se predea: religia, limba română, limba maghiară, limba germană, scrisul, „calculațiunea”, științele reale(geografia, istoria,  științele naturii și fizica), economia(legumăritul, pomăritul, creșterea vitelor și a stupilor, etc), precum și desenul și „cântul”. Învățământul urma să fie gratuit pentru fii foștilor grăniceri, elevii străini trebuind să plătească o taxă anuală de 2 florini. În vederea punerii în practică, reprezentanța comunală a solicitat guvernului de la Cluj suma de 600 de florini, cerere care a fost susținută și de vicarul Făgărașului, Ioan Antonelli, cât și de Conchistorul metropolitan din Blaj. La 18 octombrie 1868 guvernul solicită în această problemă părerea Comitetului administrativ al Fondului școlastic din Sibiu care răspunde că nu se poate pronunța până nu va cunoaște și punctul de vedere al foștilor grăniceri din Porumbacu de Jos, Porumbacu de Sus și Scoreiu, părtași la cota cuvenită Companiei a VII-a din „Fondul școlastic”.
În cercetările sale, Cornel Lupea ia în considerare posibilitatea ca acestă școală să fi funcționat, bazându-se pe existența în arhiva parohiei Racovița a unui document intitulat „Tabela sumaria privind statul scolei poporali si normale din Racoviția”. Lipsită de un local corespunzător, această „școală normală” a fost abandonată odată cu începerea operațiunilor pregătitoare pentru înființarea „școlilor grănicerești”.

### Școala centrală grănicerească (1871-1921)

Fosta școală grănicerească

Începând cu anul 1871, rând pe rând, pe teritoriul fostului regiment grăniceresc de la Orlat au fost organizate 21 de școli poporale, cunoscute ulterior sub denumirea de „școli grănicerești”, subvenționate din așa zisul „Fond școlastic al desființatului regiment”. Printre acestea s-a numărat și școala din Racovița.
Oficial școala din sat a fost cuprinsă în rândurile școlilor centrale grănicerești începând cu data de 30 iulie 1871. Astfel, primul an școlar a început pe 1 septembrie 1871, sub conducerea învățătorului Ioan Moldovan, teolog absolut de Blaj, „care știa scrie și citi și germănește și ungurește”. Din cauza problemelor materiale și financiare cu care se confrunta noua școală recent înființată, care moștenea întregul patrimoniu precar al vechii școli confesionale, Ioan Moldovan își încheie activitatea în anul următor, 1872, părăsind localitatea chiar dacă ajutoarele bănești din partea „Fondului școlastic” nu au lipsit. De menționat, este că, David Urs de Margina „prezident în funcțiune” a ocrotit școala din Racovița și a cerut eforiei școlare locale, în toamna anului 1871, să se intereseze „dacă nu cumva în comună se află un individ apt, care pentru moșia școlii(uzufructul ei) să primească aci al doilea post de învățător”.
Anul școlar 1872-1873 a avut prevazute două clase, care erau conduse de către învățătorul Ioan Lungu, respectiv de „preparandul” Demetriu Manițiu (sau Maniuțiu), învățători care instruiau la cursurile normale 42 de baieți și 49 de fete și la „cele de repetiție”, 6 baieți și 12 fete. Baza materială consta din: manuale școlare, o grădină de pomărit pentru aplicații practice, un teren de gimnastică, table negre, mape(hărți), globul pământesc, tabele parietale pentru „sugătoare”(mamifere). Lipseau „tabele” pentru citit, „aparate fizice” și pentru gimnastică precum și biblioteca. Veniturile școlii erau de 40 de florini plus venituri din amenzi aplicate părinților care au reținut nemotivat copii de la frecventarea școlii, din acesta din urmă cumpărându-se o „șponghie”(burete de șters tabla) și hârtie. La școlile civile au plecat din sat în anul 1872 patru elevi și trei la gimnazii. În anii ce au urmat, din fondurile puse la dispoziție de Fondul școlastic s-au reparat edificiile școlare, s-au dotat clasele cu mobilier și rechizite, cu manuale pentru uzul copiilor săraci și s-a îmbunătățit salarizarea învățătorilor.

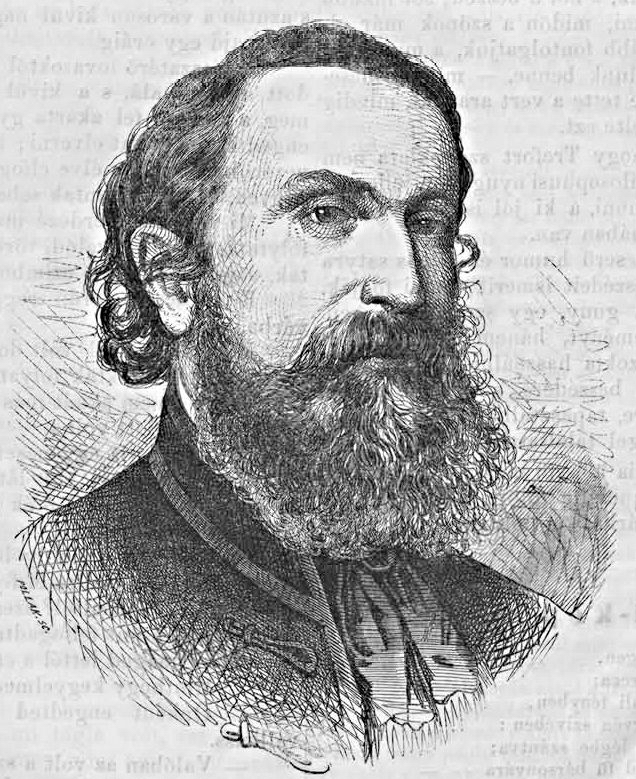
Ágoston Trefort

Din anul 1879 se fac simțite tendințele de maghiarizare ale școlii, prin introducerea limbii maghiare ca obiect de studiu obligatoriu începând cu clasa a II-a, ca urmare a Legii XVIII din același an, lege inițiată de Ministrul Cultelor și Instrucțiunii Publice(MCIP), Trefort Ágoston. Speculând niște nepotriviri între textele române și maghiare ale „Statutelor” Comitetului Administrativ al Fondului școlastic(CAFS), MCIP a încercat în repetate rânduri transformarea școlilor grănicerești în școli comunale, puse în exclusivitate sub conducerea și controlul organelor școlare maghiare comitatense. Autoritățile maghiare în frunte cu ministrul Dezső Bánffy, reușesc în 15 septembrie 1895 să scoată școlile de sub jurisdicția CAFS și să le transforme în școli comunale, desființând eforiile școlare, locul lor fiind luat de așa zisele „scaune școlastice comunale”. Astfel, școala din Racovița a fost penultima școală grănicerească predată organelor comunale, drept dovadă stând „Protocolul” întocmit la data de 27 aprilie 1896. Prin acest act, școala a intrat într-un important declin generalizat atât de politica de maghiarizare forțată a școlilor românești din Ardeal cât și de începerea primului război mondial. Totuși, ca element pozitiv în această perioadă și demn de menționat este ridicarea clădirii actuale a noii școli din sat, în anul 1904.

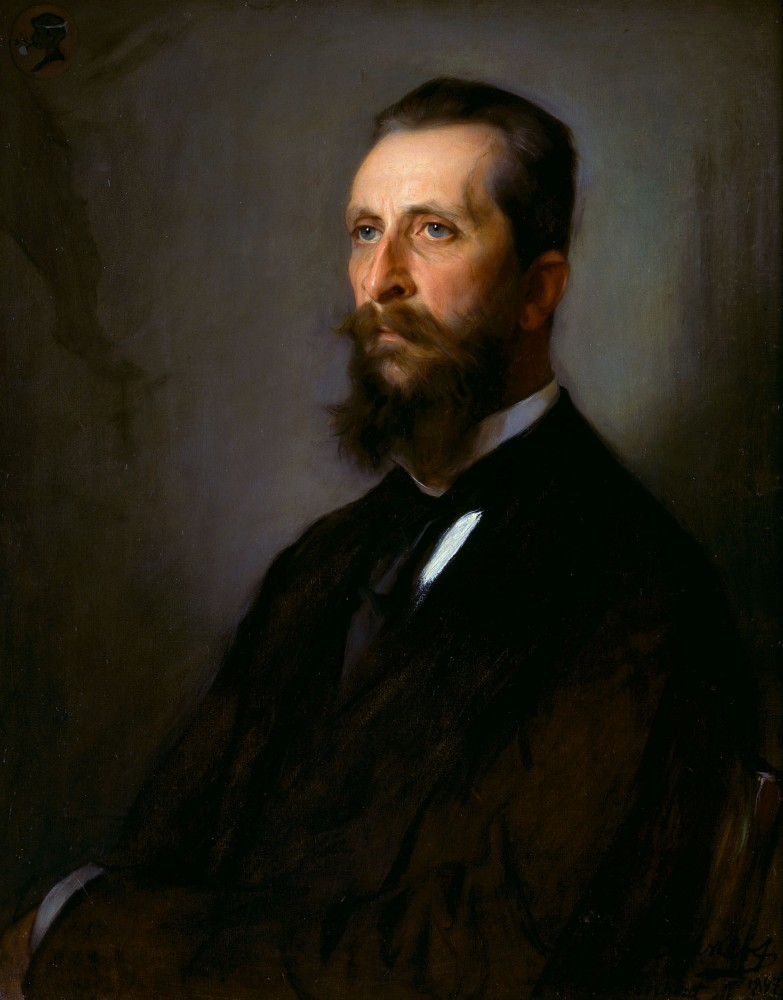
Contele Albert Apponyi

În 1907 apare Legea XXVII numită și „Codul penal al lui Apponyi” după numele inițiatorului, contele Albert Apponyi, ministru MCIP. Această lege completa una mai veche din 1904 numită „Legea Albert Berzeviczy”. Scopul mărturisit al legii era acela „de a întări în sufletul elevilor spiritul de alipire către patria maghiară și conștiința aparținerii la națiunea maghiară” Ca urmare învățătorii au fost decretați drept funcționari publici cu obligația de a educa elevii în spiritul legii, considerat ca fiind „lipsit de orice rațiune pedagogică și absurd prin tendința și conținutul său” De asemenea, aceștia au fost obligați să facă jurământ de credință față de statul maghiar, în schimbul acestuia decretându-se o îmbunătățire a salarizării lor.
În acest fel, limbii maghiare i-au fost alocate săptămânal un număr de 13 ore de studiu și s-a trecut ulterior la maghiarizarea numelor românești, fapt pentru care în acea perioadă elevii racoviceni se numeau: Aleman Erszebet, Balea Ianoș, Bucur Gyorgy, Călin Istvan, Comșuț Szilard, Doican Demeter, Drăgoiu Sandor, Farkas Ilona, Lazea Zsofia, Limbășan Eremias, Măierean Denes, Timar Tdvar, Vlaic Tamas etc. Pentru ca maghiarizarea sa fie completă se urmărea ca și cursurile „de repetiție” să se țină în aceeași limbă, iar învățătorii care nu-și îndeplineau obligațiile conform legii puteau fi destituiți și școala închisă.
O dată cu începerea primului război mondial, școala din sat purta numele de „Școala poporală elementară comunală” și în scurt timp a fost rechiziționată de către armată, ceea ce a dus la un declin evident al ei. Spre sfârșitul războiului, ea fost inclusă în așa zisa „zonă culturală maghiară” prin rescriptul împărătesc emis în data de 12 iulie 1917 la propunerea aceluiași conte Albert Apponyi.
Racovița a avut numeroși reprezentanți în înființarea, conducerea și administrarea Fondului școlastic pe întreaga sa existență, oameni care s-au implicat în organizarea și gestionarea materială și financiară a școlilor grănicerești. Dintre ei, s-au remarcat: căpitanul Dionisie Drăgoiu, Moise Panga, Ioan Măcelariu, maiorul Gheorghe Maxim, locotenentul major Dionisie Măierean, generalul-maior Dionisie Florianu, profesorul Liviu Florianu și nu în ultimul rând protopopul Valeriu Florianu.

## Școala inferioară de arte și meserii (1923-1939)

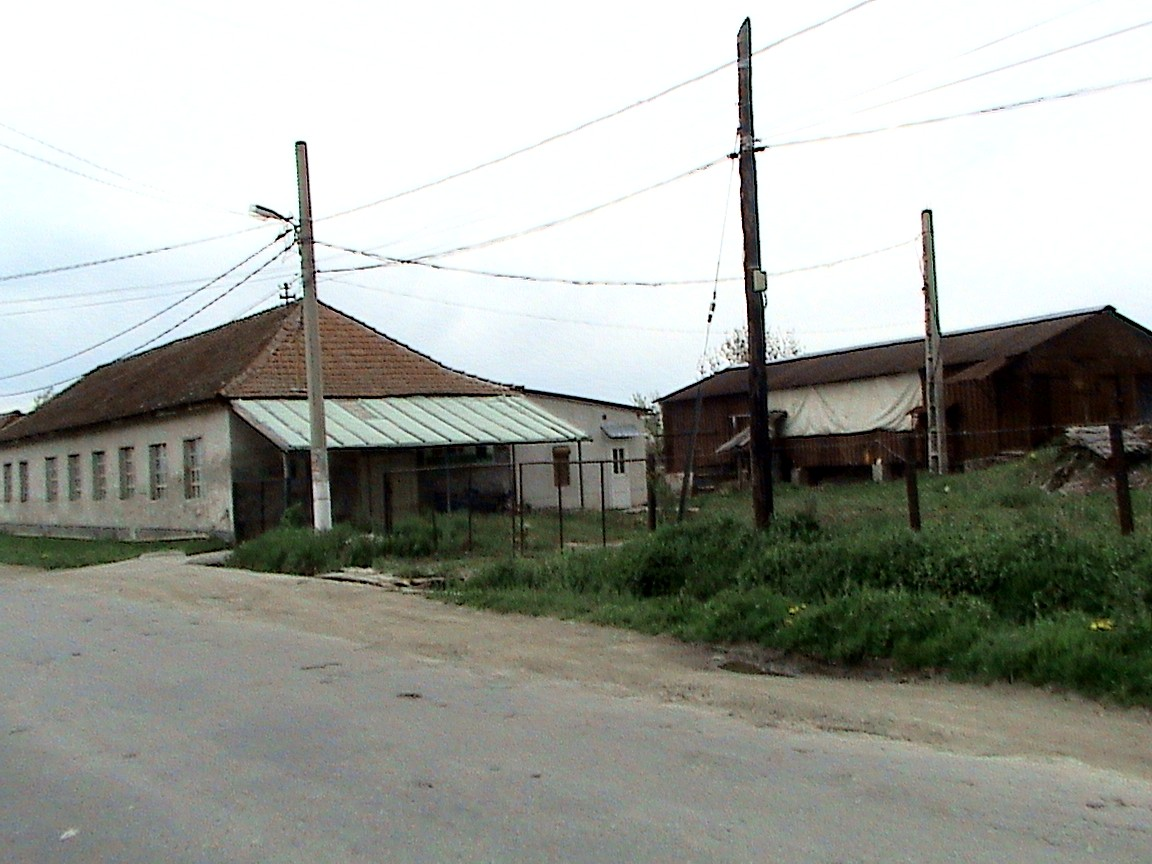
Fosta "Școala inferioară de arte și meserii" din Racovița, Sibiu

Cu sprijinul Fondului școlastic precum și cu contribuțiile racovicenilor, Școala inferioară de arte și meserii a luat ființă prin strădaniile protopopului Valeriu Florianu și al lui Mihai Ogreanu, director al școlii primare de atunci. În primul an școlar ea a funcționat cu o singură secție - cea de tâmplărie - în localul școlii primare, unde s-a organizat și internatul. Primul director al școlii a fost Liviu Florianu, care s-a transferat în acest scop de la Liceul "Timotei Cipariu" din Dumbrăveni. În urma unor disensiuni locale anul școlar 1927 s-a desfășurat în locuința protopopului Liviu Florianu, iar internatul la locuința maistrului tâmplar Nicolae Fogoroș. Începând din anul 1928 școala s-a mutat într-un local propriu, existent și azi, în capătul satului, spre Avrig. Noul sediu având un spațiu generos a permis înființarea de noi secții cum au fost: cea de lăcătușerie-mecanică, cea de sculptură și cea de "strungărie în lemn" în care, în decursul anilor, s-au executat lucrări de reparații la uneltele agricole, la motoare, la batoze, etc., precum și executarea de diferite confecții metalice, solicitate de catre racoviceni și de către locuitorii satelor din jur.
Pe fundalul crizei economice începută în anul 1929, școala a fost declarată extrabugetară și silită să se autofinanțeze, ceea ce în condițiile date, nu a reușit, cu toate că începând cu anul școlar 1935-1936 ea s-a transformat în gimnaziu industrial. În anul 1937 ministerul de resort a desființat-o, cu toate memoriile și protestele înaintate de către racoviceni, atât primului ministru, Gheorghe Tătprescu, cât și regelui Carol al II-lea.
Ca urmare a "Reformei învățământului" din 1948 localul școlii a fost preluat de către organele comunale care, la rându-l lor, l-a predat în 1950 Gospodăriei Agricole Colective(G.A.C.) nou înființate. Căpătând din acest moment diverse destinații, printre care și acela de grajd pentru animale, localul a fost donat "Școlii generale" care l-a folosit ca sediu pentru atelierele școlii începând din anul 1974. Printre profesorii care s-au remarcat în cei 15 ani de activitate, au fost: Eugen Arieșanu, Ioan Babeș, Anatole Bodorin, Aurel Florianu, Ioan Olaru, etc., iar dintre maiștrii: Ioan Doican, Dumitru Birta, Nicolae Fogoroș, Simion Grozav, Victor Michiu și Ștefan Nicula. Dintre elevii ce au promovat această școală și care au excelat în meseria lor, au fost: Aurel Balea, Aurel Bobanga, Octavian Bobanga, Ioan Doican, Ioan Hulpuș, Gheorghe Ivan, Gheorghe Sîn, Ioan Stoichiță și Ioan Urs ultimul mare tâmplar în lemn al satului din secolul al XX-lea. Tot printre elevii acestei școli s-a numărat și cunoscutul creator popular contemporan Gheorghe Cercel(din Sebeșu de Jos) despre care s-a spus că "scrie cu dalta legendele, baladele și istoria acestui pământ".
Merită de menționat că în perioada în care a funcționat această școală, elevii săi au activat într-o cohortă de cercetași cu numele de "Suru" care, împreună cu cei ai Cercului cultural local al "Astrei", grupați și în "Societatea meseriașilor", au animat cu mult succes viața cultural-artistică a Racoviței acelei perioade.

## Galeria directorilor școlii din Racovița

Iacob Pop, 1841 - 1847
Petru Florianu, 1855-1871
Ioan Moldovan, 1871-1872
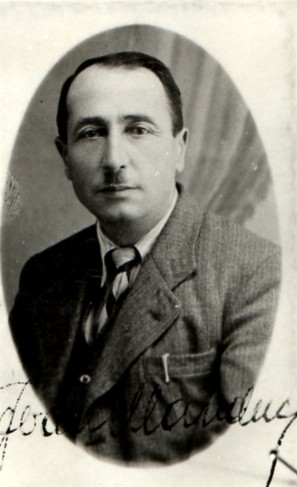
Mănduc Ioan, 1929-1939
Nicoale Diac, 1939-1949
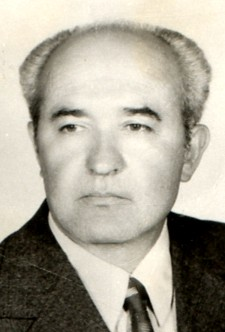
Frâncu Gavrilă, 1953 - 1960
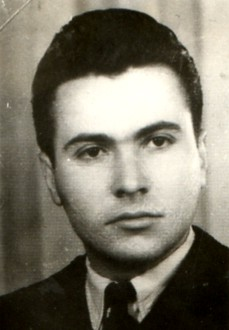
Bucur Gheorghe, 1960- 1979.